# Epistemologija
Epistemologija (starogrško ἐπιστήμη: epistḗmē, znanje) je izraz, ki se uporablja v dveh različnih, a sorodnih pomenih. 
- 1. V anglosaških deželah jo razumejo kot spoznavno teorijo (gnoseologijo) - gre za vprašanja, ki zadevajo človeško spoznanje nasploh (npr. znamenito Kantovo vprašanje: Kaj lahko vem? - se pravi: Kaj lahko katerikoli človek ve?)
- 2. Drug pomen srečamo v frankofonskih deželah: tam pomeni raziskovanje znanstvenih spoznanj in načinov, kako se producira znanstveno znanje ter kako znanost opisuje svet. Gre torej za teorijo znanosti.

Dihotomija izvira iz razumevanja grške besede ἐπιστήμη (epistēmē): lahko jo razumemo kot znanje ali kot znanost. (Nadaljnja težava nastopi, če upoštevamo dejstvo, da angleški jezik ne loči med znanjem/vedeti (nem. das Wissen/wissen, fr. (le) savoir) in spoznanjem/spoznavati (nem. die Erkenntnis/erkennen, fr. la connaisance/connaître).)
Zaradi dominantosti ameriške kulture in angleškega jezika se prvi pomen (tj. spoznavna teorija) uveljavlja tudi v drugih kulturah (in jezikih). Razumljivo je, da ga najbolj dosledno uporabljajo analitični filozofi.

## Področje ukvarjanja in delitev
Epistemologija se ukvarja z implicitnim vprašanjem, kaj šteje za vednost. 
Obstaja več vrst epistemologije Nekatere epistemologije vednost obravnavajo neodvisno od funkcije moči in etike, medtem ko nekatere druge ti dve funkciji vednosti vidijo kot ključni in povezani.